# لافندر (ريش الدجاج)

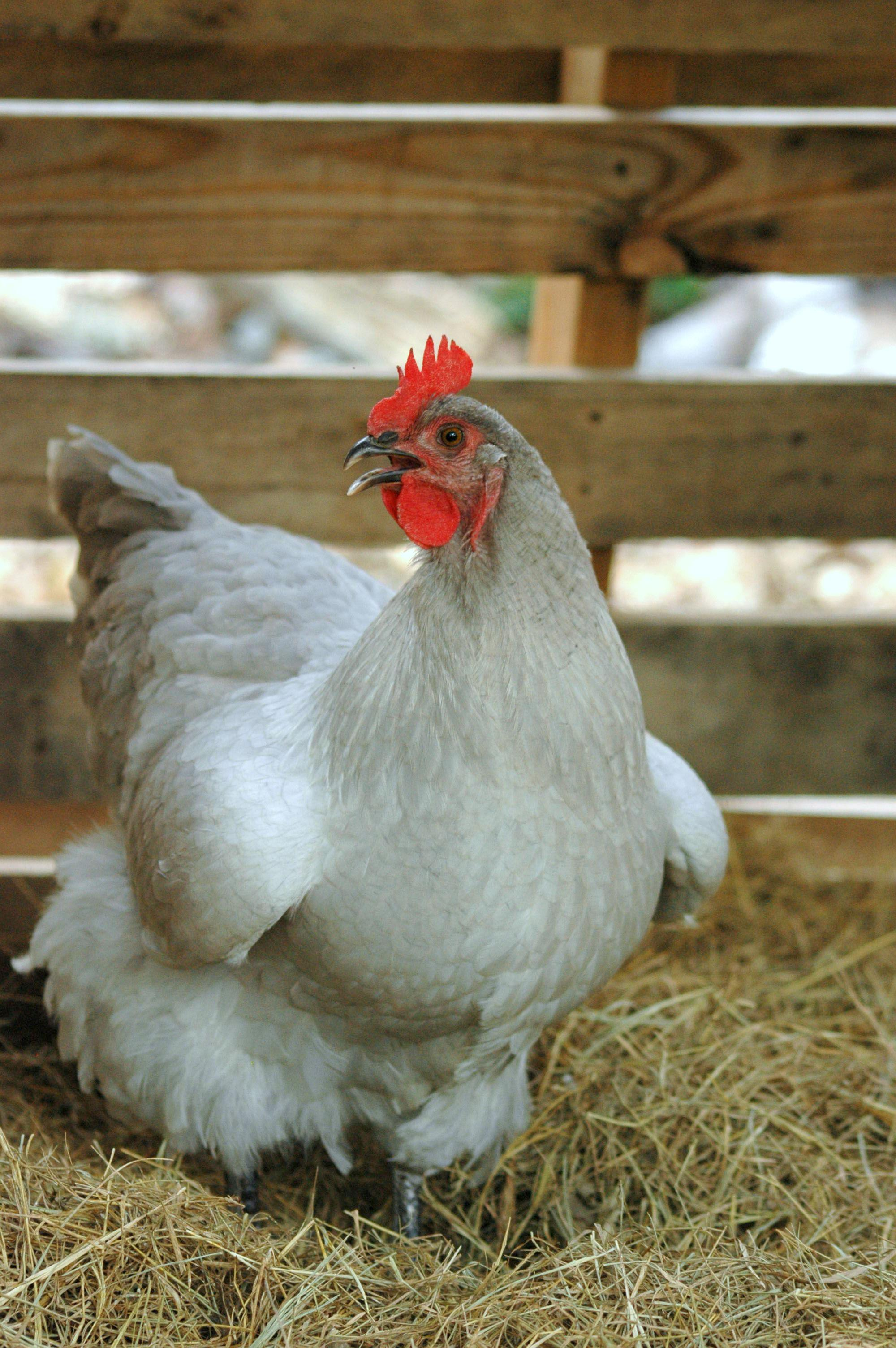
Orpington دجاجة تظهر ريشًا أزرق نموذجيًا نظرًا لجين لافندر (lav) على خلفية سوداء.

اللافندر أو الأزرق الذاتي يشير إلى نمط لون ريش في الدجاج (Gallus gallus homusus) أي يتميز بلون رمادي أزرق شاحب مائل للزرقة في كل الريش. وينتج اللون المميز عن عمل الجين المتنحى، الذي يطلق عليه "LAV"والذي يقلل من التعبير عن (Eumelanin) وphaeomelanin بحيث تبدو المناطق السوداء من ريش يبدو رمادية باهته بدلا من ذلك، والمناطق الحمراء تبدو شاحبة

## وصف
قد يؤدي الجين «الخزامى» (lav) في الدجاج إلى تخفيف الاصباغ السوداء (eumelanin) والأحمر / البني (phaeomelanin) على حد سواء، لذا وفقًا لخلفية اللون، فإن التخفيف الناجم عن "lavender" يعطي نوعًا من أنماط ألوان الريش: خلفية سوداء ممتدة، تسبب هذه الحالة على سطح الجسم بأكمله ظلًا متساويًا من اللون الأزرق الفاتح، وهو النمط الظاهري المعروف باسم «الأزرق الذاتي».

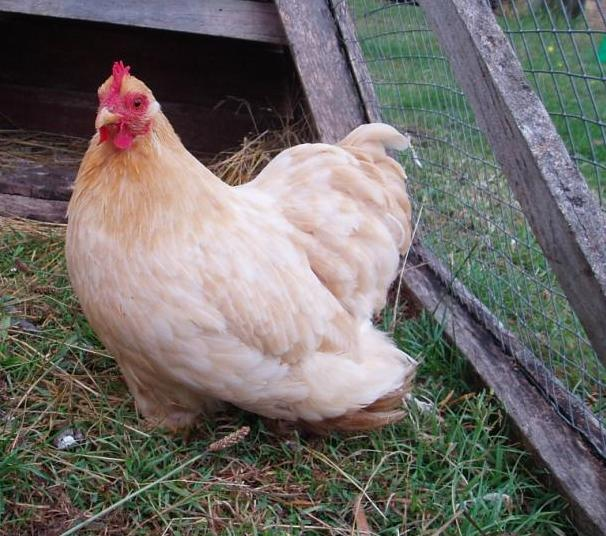
بيكين بانتام دجاجة تظهر تأثير اللافندر على خلفية ريش حمراء

على خلفية ريش ذات لون أحمر / بني، يحلل جين اللافندر اللون إلى اللون البيج، كما هو الحال في بعض Pekin Bantams كما في الصورة الموضوعة جانبًا. على خلفية اللون البلجيكي Bearded d'Uccle Bantams ، الذي يشار إليه كثيرًا باسم "Mille Fleur" في الولايات المتحدة،  يتسبب الخزامى في النمط المعروف باسم «الخزف». نمط «الخزف» الناتج هو البيج مع كل ريشة مقلوبة على شكل حرف V باللون الأزرق السليطي بالقرب من نهاية الريشة والريشة مائلة بقطعة بيضاء على شكل حرف V.
دراسات المجهر الضوئي والإلكتروني كشفت أنه على الرغم من أن الخلايا الصباغية للخزامى تمتلك مورفولوجيا التغصنية العادية نسبيًا، إلا أن هناك تراكمًا محيطيًا معيبًا للميلانوسومات في التشعبات. وينتج عن ذلك النقل غير المنتظم للميلانوسومات إلى الخلايا الكيراتينية للريش المتنامي. إن تأثير التخفيف ناتج بشكل أساسي عن خليط من المناطق المصطبغة وغير المصبوغة داخل أسياش الريش.

## التاريخ
تم اكتشاف الجين الخزامى لأول مرة في مجموعة بورسلين من bantams البلجيكي Bearded d'Uccle في عام 1972،  وتم التحقق منه في عام 1980. كان البانتام المصنوع من البورسلين الملون موجودًا منذ عام 1909،  الرغم من أن جمعية الدواجن الأمريكية لم تعترف بالصنف الخزفي حتى عام 1964. سواء من الخزف أو من مصادر أخرى غير معروفة، فقد تم إدخال الجين الخزامى إلى عدد من سلالات الدجاج الجديدة على مر السنين، بما في ذلك البولندي وسيلكي.

## دراسات وراثية
«اللافندر» عبارة عن طفرة جسدية متنحية في الدجاج تؤثر على قمة الخلايا الصباغية المشتقة. فإنه يتسبب في التخفيف من كلا السوي (Eumelanin) وphaeomelanin إلى رمادي فاتح أو برتقالي، على التوالي. تم تعيين الرمز lav .
الهدف النهائي للدراسات الجينية الحديثة هو معرفة الجينات الكامنة في هذه السمات. تم العثور على لافندر في الدجاج ليكون طفرة ناتجة عن تغير زوج أساسي واحد في إكسون 1 من جين MLPH (الميلانوفيلين).
في دراسات الروابط الجينية، تم تعيين Lav locus لمجموعة ربط تعرف باسم مجموعة Cp-RU (Creeper-Rose comb-Uropygial). على الرغم من أن موضع اللافندر مرتبط بموضع R (مشط الورد) بنسبة 32.5٪، إلا أن موقعه لم يتم تحديده بعد.

## طفرات متجانسة في الأنواع الأخرى
حتى الآن، كانت جميع الطفرات السببية المبلغ عنها في MLPH (الميلانوفيلين) للإنسان والفئران والأنواع الأخرى عبارة عن بدائل ذات قاعدة واحدة أو عمليات حذف صغيرة، والتي اقتصرت آثارها على تخفيف الشعر  أو لون الريش. يجب أن يؤدي التخفيف المرتبط بـ MLPH للطبقة أو تصبغ الريش إلى النقل المعيب للميلانوسومات. ينتج عن هذا اللون الأزرق الرمادي المخفف أو الرصاص أو اللافندر وقد تم الإبلاغ عنه في العديد من الثدييات: البشر (متلازمة غريسيلي من النوع 3)، الفئران،  القطط،  الكلاب  والمنك 

### في السمان الياباني
النمط الظاهري الخزامى في السمان الياباني (Coturnix coturnix japonica) هو تخفيف لكل من eumelanin و phaeomelanin في الريش الذي ينتج لونًا رماديًا أزرق على خلفية نمط ريشة من النوع البري. أثبتت دراسات التهجين بين الجينات أن طفرة الخزامى في السمان متجانسة مع النمط الظاهري نفسه في الدجاج 
في هذا النوع، يرتبط النمط الظاهري للخزامى بطفرة معقدة غير قاتلة تنطوي على ثلاثة تغييرات متتالية في الكروموسومات (انقلابان وحذف واحد) لها عواقب على التنظيم الجيني لأربعة جينات (MLPH و PRLH المجاور و RAB17 و LRRFIP1). حذف PRLH ليس له تأثير على مستوى تداول البرولاكتين. تتميز طيور اللافندر بخفة وزن الجسم وانخفاض درجة حرارة الجسم وزيادة استهلاك العلف وتناول الطعام المتبقي من سمان الريش من النوع البري، مما يشير إلى أن هذه الطفرة المعقدة تؤثر على عملية التمثيل الغذائي وتنظيم المعالجة المنزلية.

### في أنواع الطيور الأخرى
في أنواع الطيور الأخرى، تم وصف تخفيفات لونية ريش مماثلة، بما في ذلك لحملة الديك الرومي المتنحية (Meleagris gallopavo)،  الحمام اللبني (Columba livia)،  وبطة المسكوفي الخزامى (Cairina moschata). ولا تزال الجينات المسؤولة عن طفرات التخفيف هذه في أنواع الطيور غير معروفة حتى الآن.

## سلالات الدجاج مع أنواع «الخزامى»
- بلح البحر الملتحي البلجيكي (أطوار باللون الأزرق الذاتي والخزف)
- بلجيكي اللحية دوكل بانتام
- البلجيكي d'Everberg
- Booted Bantam (يسمى أيضًا Booted Bantam)
- بانتام الهولندية
- الإنجليزية القديمة لعبة بانتام
- Orpington
- بيكين (دجاج)

## روابط خارجية
- النادي الأمريكي البلجيكي دوكل بانتام ،